# José Pérez Mel
José Pérez Mel (Alfoz, Galicia, 21 de junio de 1901 - Lugo, Lugo, 30 de mayo de 1975) fue un médico español, especializado en salud pública, y un experto bacteriólogo. Ejerció como Jefe Provincial de Sanidad de Lugo. Fue pionero en la prevención de las enfermedades infecciosa y es conocido por ser el autor del proyecto que más tarde sería el primer plan de estudios de enfermería en España. Sus propuestas en la prevención de enfermedades infecciosas se implantaron en Albacete a través del Instituto de Higiene de Albacete y de la Fundación Rockefeller.

## Biografía
Era hijo de José Pérez Mon, propietario de una fábrica de curtidos, y de su esposa Antonia Mel. Tuvo dos hermanas y un hermano: Antonia y María Pérez Mel, y Severiano Mon Mel, alcalde de Alfoz durante parte de la Restauración borbónica y miembro de la directiva local del PRRS durante la II República. Nació en Vilaúde, Alfoz el 21 de junio de 1901 y falleció en la ciudad de Lugo el 30 de mayo de 1975. Casado con María de los Ángeles "Maruja" Pérez-Batallón y Macía, tuvieron dos hijas: María José, casada con el médico cirujano Claudio Olloqui, y María del Carmen, casada con el exsenador y Jefe Provincial de Sanidad de Lugo, Cándido Sánchez Castiñeiras.

## Trayectoria
Licenciado en Medicina por la Universidad de Santiago de Compostela. Realizó estudios de posgrado en la Escuela Nacional de Sanidad siendo el primero de su promoción. Ejerció como inspector de Sanidad teniendo como primer destino Segovia en 1929. Tras pasar por Cáceres, fue destinado como inspector provincial de Sanidad a Albacete en 1931. También se desempeñó como profesor ayudante en el Instituto Nacional de Higiene de 1930 a 1931.
En mayo de 1934 presenta un plan de estudios de enfermería con el título de "Escuela Nacional de Enfermeras Visitadoras" en el I Congreso Nacional de Sanidad celebrado en Madrid. El doctor Pérez Mel propuso la creación de una carrera de tres años a la que se podría acceder con el título de Bachiller o de Maestro Nacional. En lo referente al profesorado, Pérez Mel consideraba que las enseñanzas teóricas debían estar a cargo de médicos, y las prácticas, a cargo de enfermeras capacitadas para tal labor. La profesión enfermera en España surgió en los años 20 a través de la figura de las visitadoras puericultoras. La profesionalización de la enfermería culminó durante la Segunda República española con la creación de la Escuela de Enfermeras Sanitarias y de Asistencia Pública que tomó como referencia los planes elaborados por Pérez Mel. Su inauguración estaba prevista para los primeros meses de 1936 pero la guerra impidió que así fuera. Tras la contienda, hubo un cambio de modelo profesional que se materializó en la creación, en los años 50, de la figura del Ayudante Técnico Sanitario.